# Microregione di Manhuaçu
Manhuaçu è una microregione del Minas Gerais in Brasile, appartenente alla mesoregione di Zona da Mata.

## Comuni
È suddivisa in 20 comuni:
- Abre-Campo
- Alto Caparaó
- Alto Jequitibá
- Caparaó
- Caputira
- Chalé
- Durandé
- Lajinha
- Luisburgo
- Manhuaçu
- Manhumirim
- Martins Soares
- Matipó
- Pedra Bonita
- Reduto
- Santa Margarida
- Santana do Manhuaçu
- São João do Manhuaçu
- São José do Mantimento
- Simonésia